# Efraín Amaya
Efraín Amaya (* 1959 in Caracas) ist ein venezolanischer Komponist und Dirigent.

## Leben
Amaya studierte bis 1985 Klavier und Komposition an der Indiana University und bis 1988 an der Shepherd School of Music der Rice University Orchesterleitung. Er war Klavierschüler von Shigeo Neriki, Zadel Skolovsky und Harriet Serr, Kompositionsschüler von John Eaton, Juan Orrego-Salas, Frederick Fox, Ellsworth Milburn, Daniel Börtz und Ib Nørholm und lernte Orchesterleitung bei Samuel Jones, Uri Mayer und Benjamin Zander.
Während des Studiums leitete er von 1985 bis 1988 das an der Rice University beheimatete Campanile Orchestra. Nach seiner Rückkehr nach Venezuela war er von 1989 bis 1992 Musikdirektor des Jugendsinfonieorchesters Núcleo La Rinconada und dirigierte verschiedene andere venezolanische Orchester. Von 1996 bis 2002 war er Musikdirektor und Dirigent des Westmoreland Youth Symphony Orchestra, von 2000 bis 2006 des Three Rivers Young Peoples Orchestras, daneben wirkte er bei anderen Orchestern als Gastdirigent.
Er unterrichtet an der Fakultät für Schulmusik der Carnegie Mellon University, Musikdirektor und Dirigent der Greensburg America Opera sowie des von ihm gegründeten The Point Chamber Orchestra. Amaya ist mit der Malerin und Performance-Künstlerin Susana Amundaraín verheiratet.

## Werke
- Three Songs, 1981
- Brass Quintet, 1982
- Ikarus Holzbläserquintett, 1982
- String Quartet Nr. 1, 1984
- Polaris, Oktett, 1987
- Pájaros de tres álas, 1996
- Dúo Ami für Flöte und Klavier, 1997
- Flashbacks für Klavier und Schlagzeug, 1998
- Malagigi the Sorcerer für Flöte und Klavier, 1999
- Silent Conversations für zwei Celli, 1999
- Clepsydra: an operatic installation with 13 performers, 2000
- Angelica für Streichorchester, 2000
- Bird House (Vogelhaus) für Flöte Nonette, 2000
- Soledad y el mar (Maid of blue) für Orchester, 1988 & 2001
- Indigo Concerto Konzert für Flöte und Orchester, 2001
- Aguaclara Sextett für Holzbläserquintett und Cello, 2002
- Parasol für Orchester, 2002
- El Sentir de María Lionza für Flöte und Streichquartett, 2003
- Sidewalk Divertimenti, Sextett für Klavier und Holzbläserquintett, 2003
- Kaleidoscope Suite für Holzblasinstrumente–Quintett, 2003
- Maroon Dreams für Beschaffenheit und Orchester, 2004
- Jubilee für Flöte und Klavier, 2005
- Waraira Repano Konzert für Klarinette und Orchester, 2006